# Belgrade (Montana)
Belgrade je město v USA, v centrální Montaně. Leží v Skalnatých horách mezi horskými masivy Bridger Range a Madison Range, na levém břehu Hyalite Creek, severozápadně od města Bozeman. Je součástí okresu Gallatin County a žije zde přibližně 10 tisíc obyvatel.